# OT-64 SKOT
Der OT-64 SKOT (tschechisches Akronym für: Střední Kolový Obrněný Transportér, bzw. auf Polnisch Średni Kołowy Transporter Opancerzony, auf dt.: mittlerer gepanzerter Radtransporter) ist ein amphibischer allradgetriebener Truppentransportpanzer (8×8), der gemeinsam von der Volksrepublik Polen und der Tschechoslowakei (ČSSR) in den 1960er-Jahren entwickelt und hergestellt wurde.

## Geschichte
Der erste Prototyp mit dem Namen SKOT wurde 1959 gebaut. Er löste den Schützen- und Transportpanzer OT-810 ab, der bis auf wenige Modifikationen baugleich mit dem deutschen Schützenpanzerwagen Sd.Kfz. 251 aus dem Zweiten Weltkrieg war. 1961 wurde die erste Probeserie gefertigt und ab Oktober 1963 wurden die Fahrzeuge in Lublin bei FSC (Fabryka Samochodów Ciężarowych) gebaut. Die Tschechoslowakei lieferte einige Baugruppen, zum Beispiel Motoren.
1964 wurden die ersten Fahrzeuge an beide Armeen ausgeliefert und befinden sich zum Teil heute noch im Einsatz. Der OT-64 wurde zudem nach Ungarn, Indien, Irak, Libyen, Marokko, Sudan, Syrien und Uganda exportiert.
Der OT-64 existiert in den Versionen 1A, 2A und 2AP.

## Technik
Der OT-64 war die Antwort auf den sowjetischen BTR-60. Anstelle von dessen beiden Benzinmotoren wurde im OT-64 ein Dieselaggregat verwendet. Das schmälerte zwar die Leistung, senkte aber gleichzeitig die Brandgefahr und erhöhte die Reichweite. Der Hauptvorteil gegenüber dem sowjetischen Pendant war der vollgepanzerte Innenraum. Der Eingang des OT-64 befindet sich am Heck des Fahrzeugs. Der OT-64 ist mit ABC-Schutzanlage und Nachtsichtmitteln ausgerüstet. Er ist luftverlastbar und schwimmfähig. Zum Schwimmantrieb dienen zwei Propeller am Heck.

## Varianten

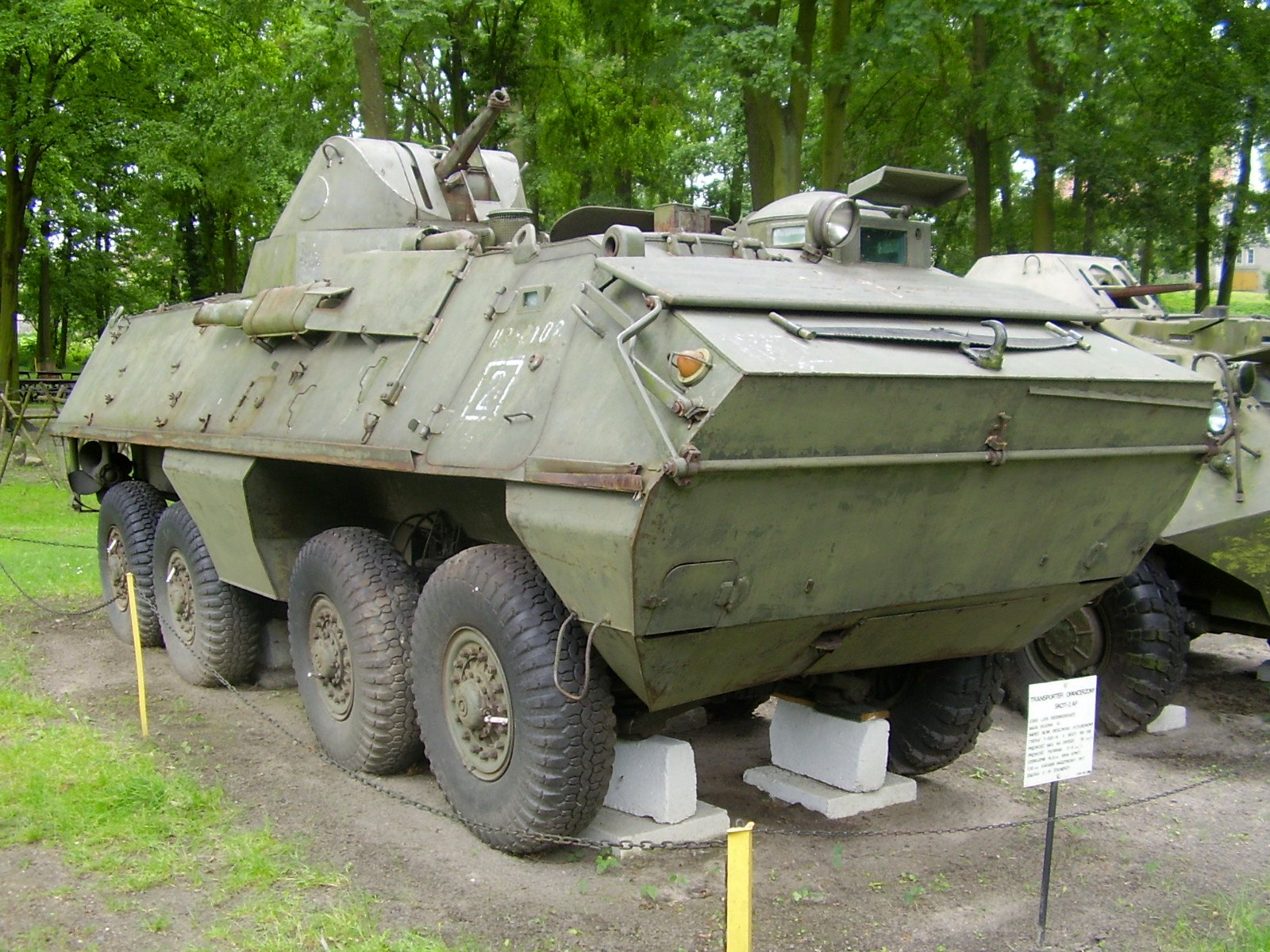
SKOT-2AP bzw. OT-64A – die zwei Fahrzeugscheinwerfer verbergen sich hinter zu öffnenden Luken im unteren Bereich der Frontpanzerung.

Es wurden einige Varianten des OT-64 SKOT, wie beispielsweise Befehls- und Bergefahrzeuge, gebaut. Einige Fahrzeuge wurden auch für die Luftabwehr oder als Panzerjäger umgerüstet. Letztere nutzten den Flugkörper 9M14 Maljutka als Waffe.

### Tschechoslowakei
- OT-64 – Ursprüngliche Version, verwendet als Truppentransporter (TTP). Die Fahrzeuge der frühen Produktion waren unbewaffnet, wurden aber später mit einem drehzapfengelagerten 7,62-mm- oder einem 12,7-mm-DShK 1938/46-Maschinengewehr nachgerüstet. Im Westen waren sie unter der Bezeichnung OT-64A bzw. OT-64B bekannt. Einige dieser mit 12,7 mm DShK 1938/46 bestückten Fahrzeuge hatten Panzerschilde um die MG-Halterung.[1][2]
- OT-64 – Ausgestattet mit dem kleinen Turm des OT-65A. Jedoch waren diese mit einem 7,62-mm-Zwillings-MG anstelle des rückstoßfreien 82-mm-Geschützes T-21 „Tarasnice“ bewaffnet.[1]
  - DTP-64 („dílna technické pomoci“) – Tschechisches Bergefahrzeug mit Abschleppwinden, Schweißaustattung und einem handbetriebenen Kran mit einer Nutzlast von einer Tonne. Es gab zwei Unterversionen, genannt DTP-64/M für Panzergrenadiereinheiten und DTP-64/T für Panzereinheiten.
  - OT-64 ZDRAV oder ZDR-64 („zdravotní“) – Sanitätsfahrzeug
  - OT-64A – Verbesserte Version, bestückt mit dem BPU-1-Turm des sowjetischen Panzerspähwagens BRDM-2, der mit einem 14,5-mm-KPWT-Maschinengewehr und einem koaxialen 7,62-mm-PKT-Maschinengewehr bewaffnet ist. In westlichen Quellen wird diese Version oft OT-64C genannt. In den späten 1990er-Jahren wurde der Turm bei manchen Exemplaren durch ein drehzapfengelagertes MG für friedenserhaltende Missionen ersetzt. Der OT-64A wird als Basis für viele Befehlsfahrzeuge („velitelsko-štábní obrněný transportér“) verwendet, die mit diversen Funkgerätsätzen, einem 1-kW-Generator und einem Antennenmast ausgestattet sind.
    - VSOT-64/R2 R102 – Unbewaffnete Funk- und Befehlsausführung.
    - VSOT-64/R2 R105 – Unbewaffnete Funk- und Befehlsausführung.
    - VSOT-64/R2 R108 – Unbewaffnete Funk- und Befehlsausführung.
    - VSOT-64/R2M – Funk- und Befehlsausführung mit dem Turm des OT-64A.
    - VSOT-64/R3 – Unbewaffnete Funk- und Befehlsausführung.
    - VSOT-64/R3MT – Unbewaffnete Funk- und Befehlsausführung.
    - VSOT-64/R4MT – Unbewaffnete Funk- und Befehlsausführung.
    - VSOT-64/R4RT – Unbewaffnete Funk- und Befehlsausführung.
    - OT-64A – Bestückt mit Halterungen für Panzerabwehrlenkwaffen an den Turmseiten.[1]
    - OT-64A – Bestückt mit dem neuen Turm mit größerer Erhöhung für die Bewaffnung. Baugleich zum polnischen SKOT-2AP.[1]
    - OT-93 – Exportversion des OT-64A, bei welcher der Originalturm durch den des OT-65M oder OT-62B ersetzt wurde. Die Bewaffnung besteht aus einem einzelnen 7,62-mm-Maschinengewehr.

  - Cobra – Schützenpanzer mit einem neuen 30-mm-2A42–Geschützturm. Bisher nicht in Serie gegangen.

### Volksrepublik Polen
- SKOT-1 – Frühes unbewaffnetes Modell, baugleich zum OT-64.[2]
  - SKOT-1A – SKOT-1, bestückt mit einem Aufbau vorne über dem Mannschaftsraum. Der Aufbau ist eine große zweiteilige Luke.[2]
    - SKOT R-3 – Unbewaffnetes Befehlsfahrzeug zur Verwendung auf Regimentsebene und höher. Ausgerüstet mit vier Funkgeräten, einem Funkempfänger, einer Relaisstation und einem Funktelefon. Die Besatzung besteht aus sieben Mann.[2]
      - SKOT R-3M – unbewaffnete Funk- und Befehlsausführung für Pioniereinheiten.
      - SKOT R-3Z – SKOT R-3 mit modernisierter Funkausrüstung inklusive einer zweiten Relaisstation.[2]

    - SKOT R-4 – Unbewaffnetes Befehlsfahrzeug in Verwendung auf Divisionsebene und im Oberkommando. Es ist mit vier Funkgeräten, drei Funkempfängern und drei Funktelefonen ausgestattet.[2]
    - SKOT-WPT („wóz pogotowia technicznego“) – Technisches Unterstützungsfahrzeug mit einem leichten Kran.
    - SKOT S-260 „Art“ („artyleryjski“) – Artilleriezugmaschine und Transportfahrzeug für Munition und Mörser oder Panzerabwehrtrupps.
    - SKOT S-260 „Inż“ („inżynieryjny“) – Ausgestattet mit Halterungen zum Ziehen von mechanischen Minenlegern und Minenräumern.
    - SKOT-2 – SKOT-1A mit einem drehzapfengelagerten MG um die Luke des Aufbaus herum. Es fanden zwei Typen von Maschinengewehren Verwendung – 7,62 mm (zuerst SGMT und später PKT) oder schwere 12,7 mm DShK 1938/46. Die Seiten der MG-Halterung sind mit gepanzerten Platten geschützt.[2]
      - SKOT-2A – Polnische Bezeichnung für die Version mit dem BRDM-2-Turm, welche in den späten 1960er-Jahren entwickelt wurde. Das Fahrzeug ist mit einem konischen Turm ausgestattet und mit einer 14,5-mm-Maschinenkanone sowie einem koaxialen 7,62-mm-PKT-MG bewaffnet. Die Anzahl der Sitze im Mannschaftsraum wurde von 18 auf 10 verringert. In westlichen Quellen wird diese Version oft OT-64C genannt.[2]
        - SKOT 2AM – Eine kleine Anzahl polnischer SKOT-2A wurde mit Halterungen für 9M14-Maljutka-Panzerabwehrlenkwaffen an den Turmseiten ausgerüstet. Die Werfer wurden durch Stahlplatten oder Metallgitter geschützt. Im Westen waren sie als OT-64C(1A) bekannt.[2]
        - SKOT R-2 – Befehlsfahrzeug in Verwendung auf Bataillons- und Regimentsebene. Es ist mit vier Funkgeräten ausgestattet: R-112, R-113 und zwei R-105. Das Fahrzeug wird von einer siebenköpfigen Besatzung bedient.[2]
          - SKOT R-2AM – Unbewaffnete Befehls- und Feuerleitvariante für Artillerieeinheiten.
          - SKOT R-2M – Funk- und Befehlsausführung mit dem Turm des SKOT-2A.

        - SKOT R-6 – Unbewaffnete Funk- und Befehlsausführung.
        - SKOT-2AP – Polnische Modifikation mit einem neuen WAT-Flugabwehrturm, dessen Bewaffnung aus einer 14,5-mm-Maschinenkanone besteht. Der Turm bietet einen höheren Richtbereich für die Bewaffnung und kann somit zur Bekämpfung von Luftzielen eingesetzt werden. Des Weiteren wurde ein neues CGS-90-Visier verbaut. Diese Version ist im Westen als OT-64C(2) bekannt.[2]

  - KTO WR-02 „Ryś“ (KTO steht für Kołowy Transporter Opancerzony – Schützenpanzer mit Rädern, Ryś ist das polnische Wort für Luchs) – Stark verbesserte Version mit einem IVECO-Cursor-8-Triebwerk. Die Umbauten werden vom fünften Militärischen Mechanischen Institut in Poznań durchgeführt.
    - KTO WR-02 „Ryś-2“ – Exportversion des KTO WR-02 „Ryś“

## Galerie

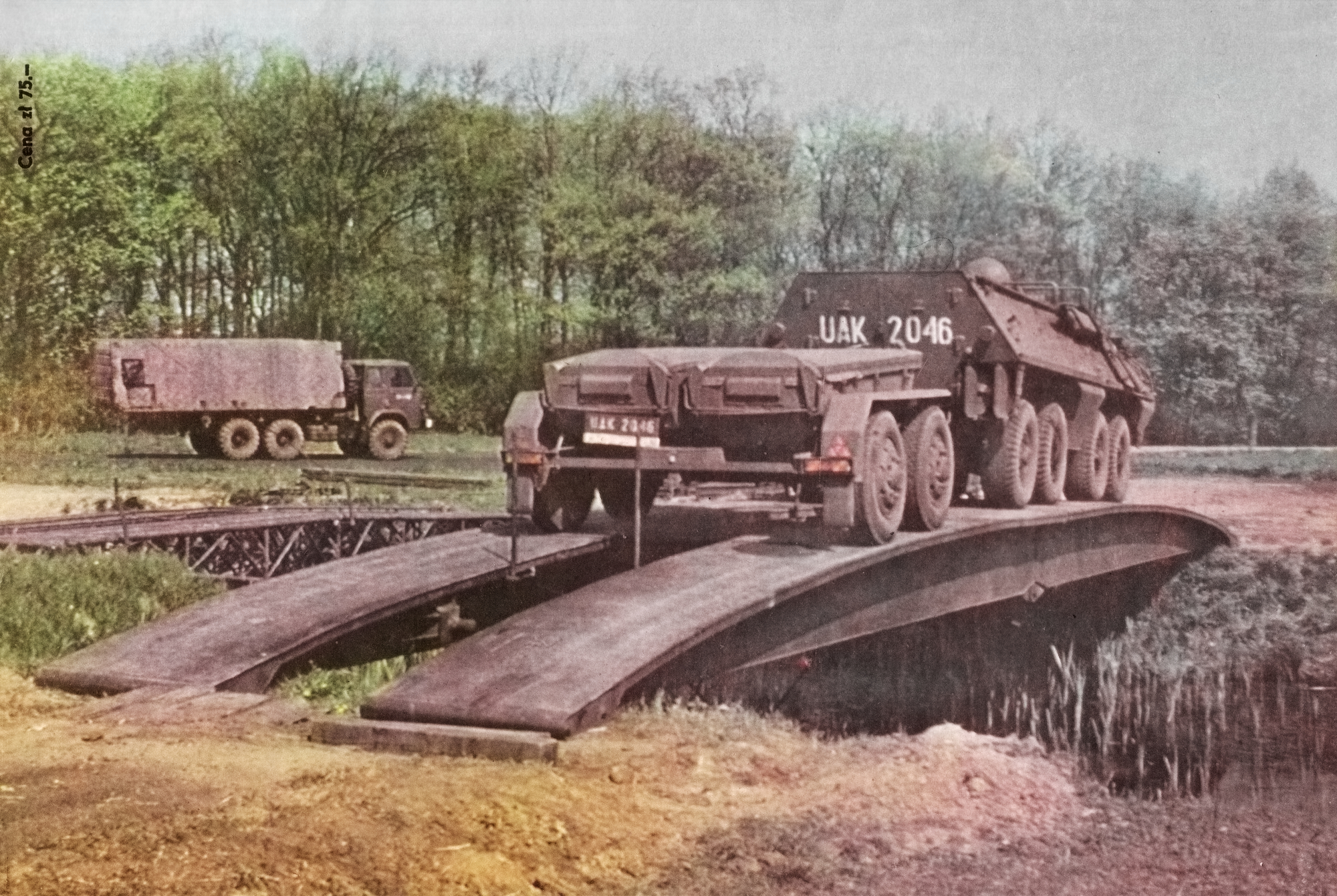
Polnischer SKOT S-260 Inż überquert mit Anhänger eine Panzerschnellbrücke.
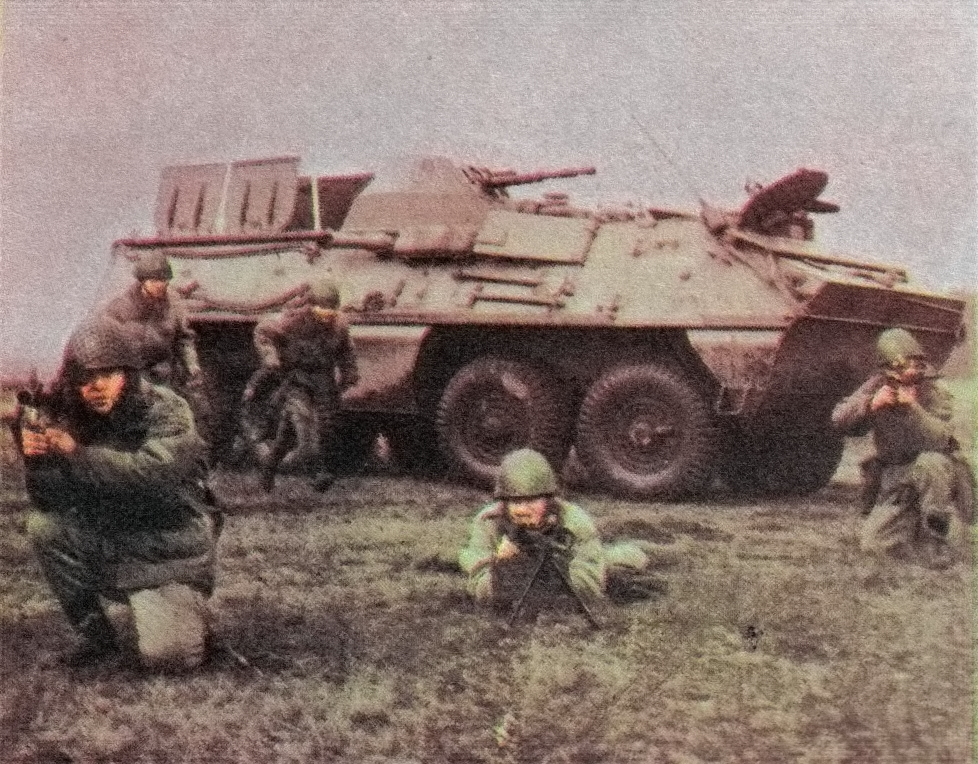
SKOT 2A im Manöver (1971)
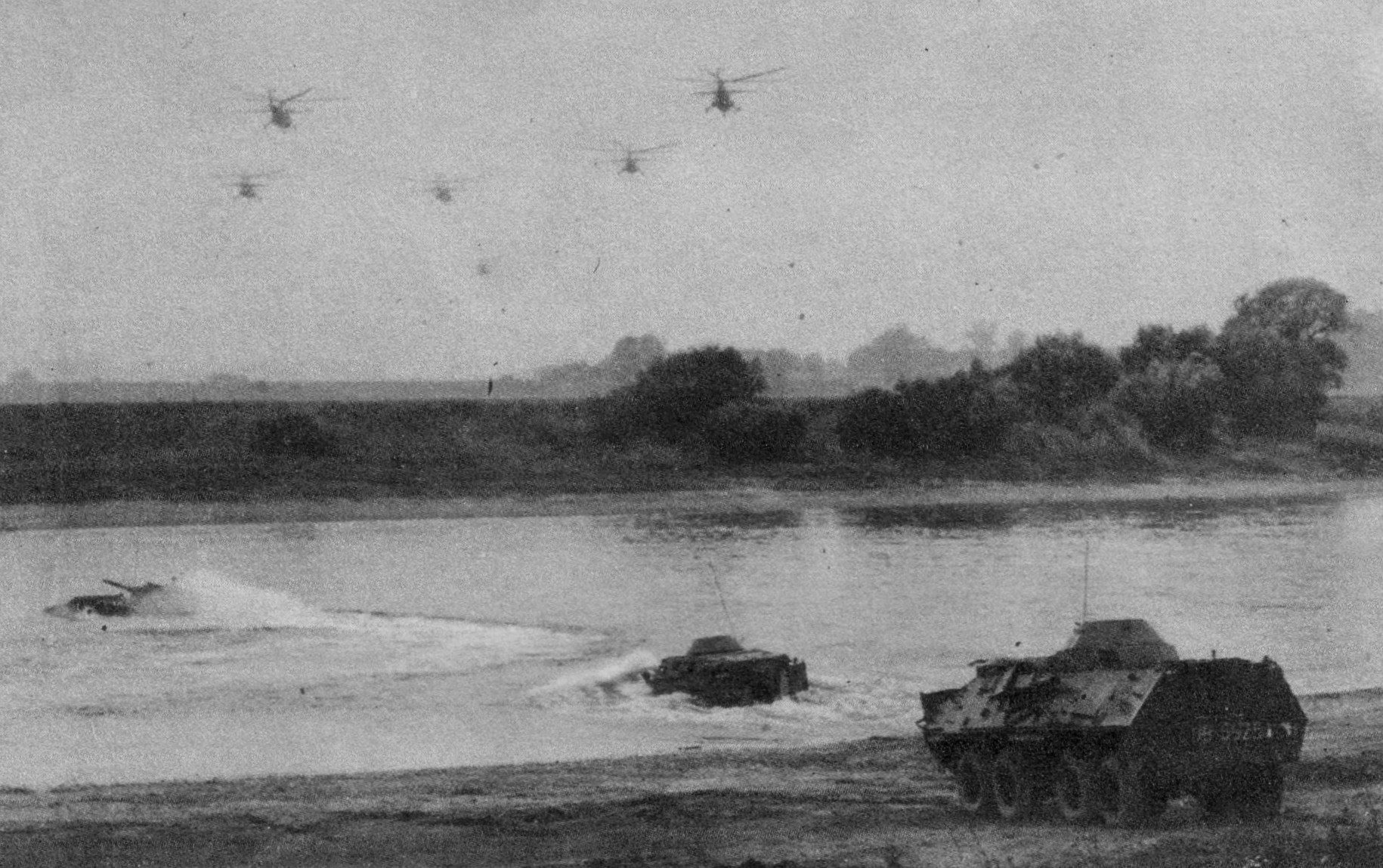
Zwei SKOT 2A während desselben Manövers beim Überqueren eines Flusses
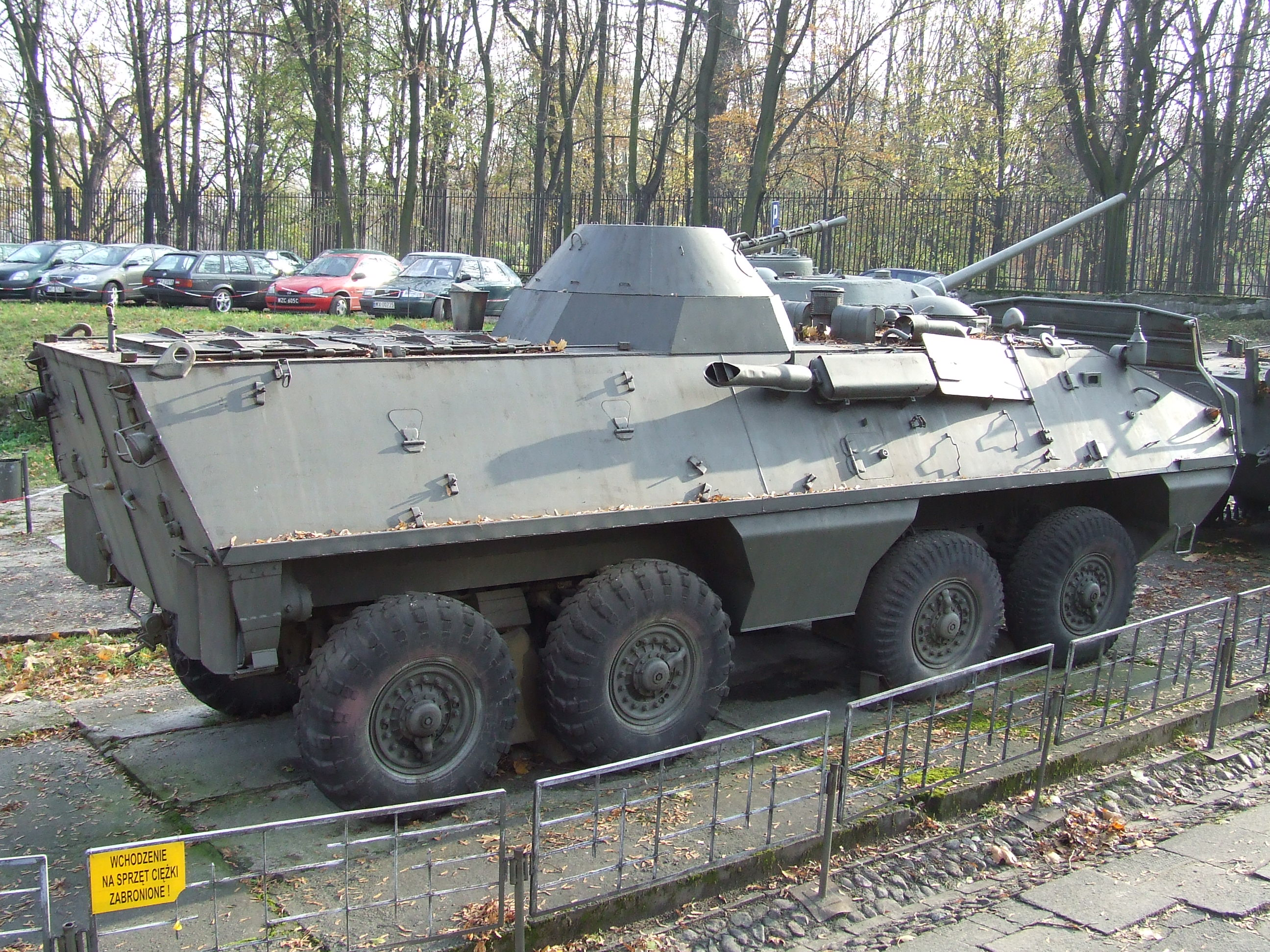
SKOT R-2M im Warschauer Museum der polnischen Armee
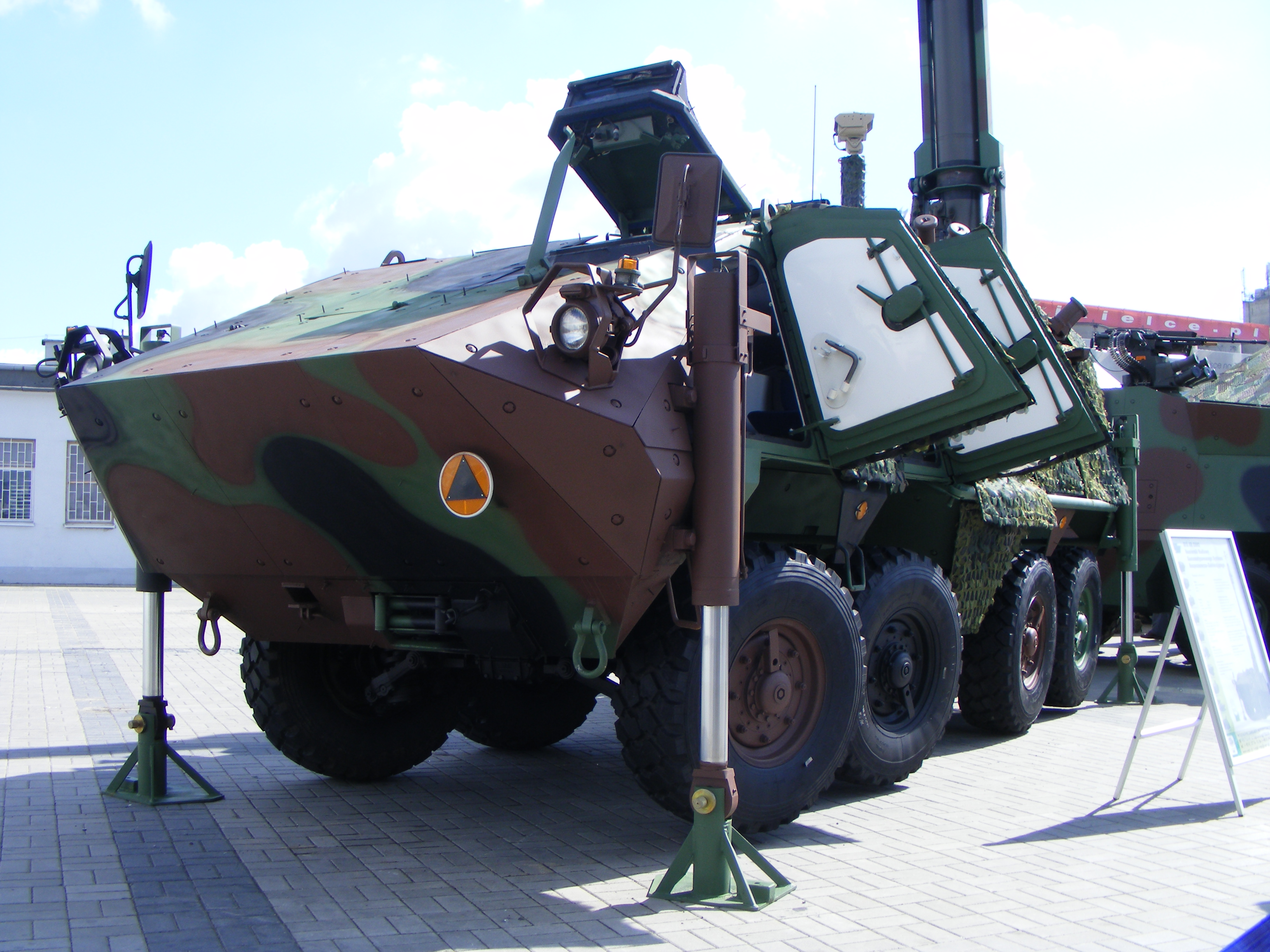
KTO WR-02

## Nutzerstaaten
- Algerien

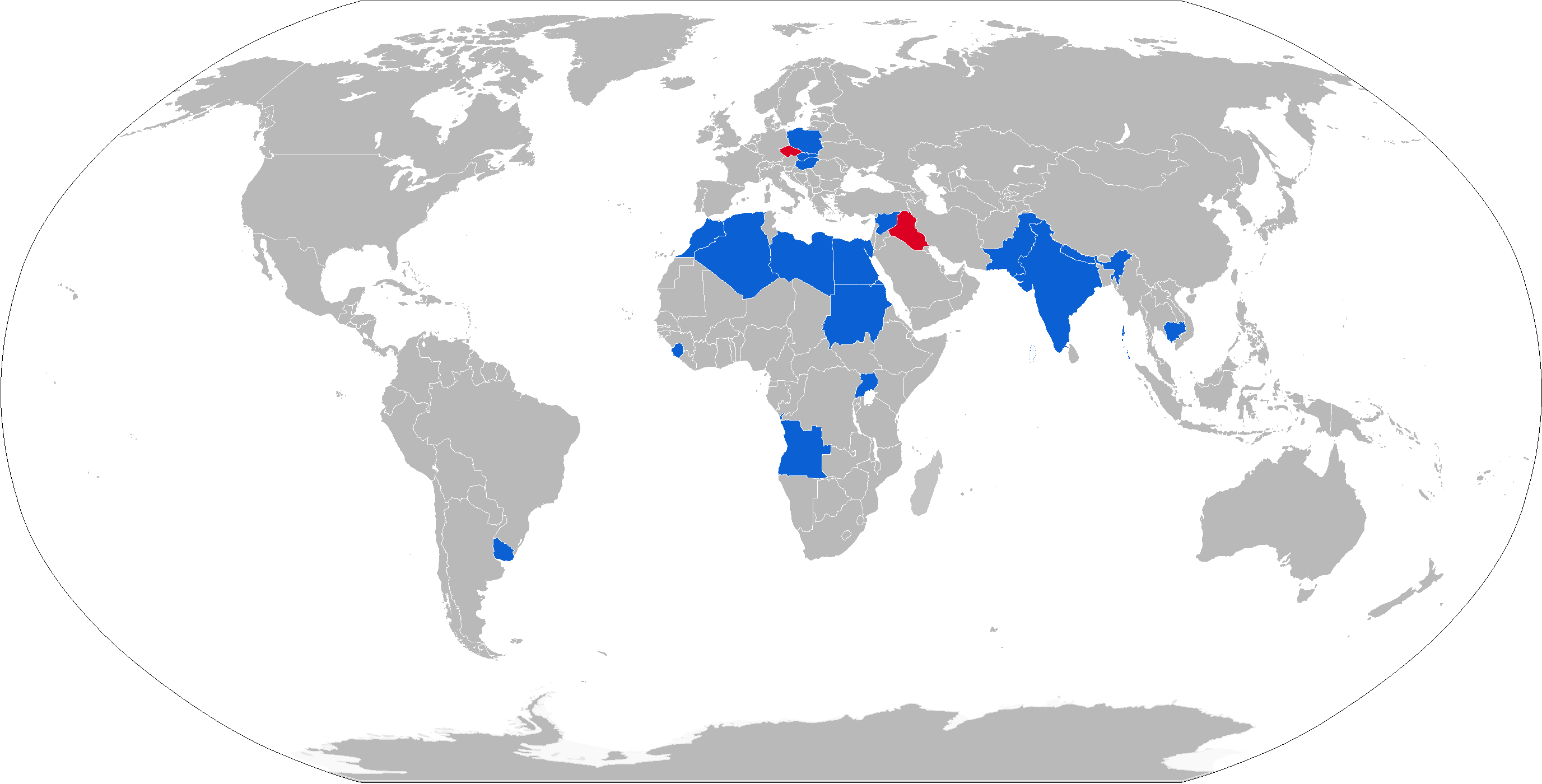
Nutzerstaaten des OT-64 SKOT

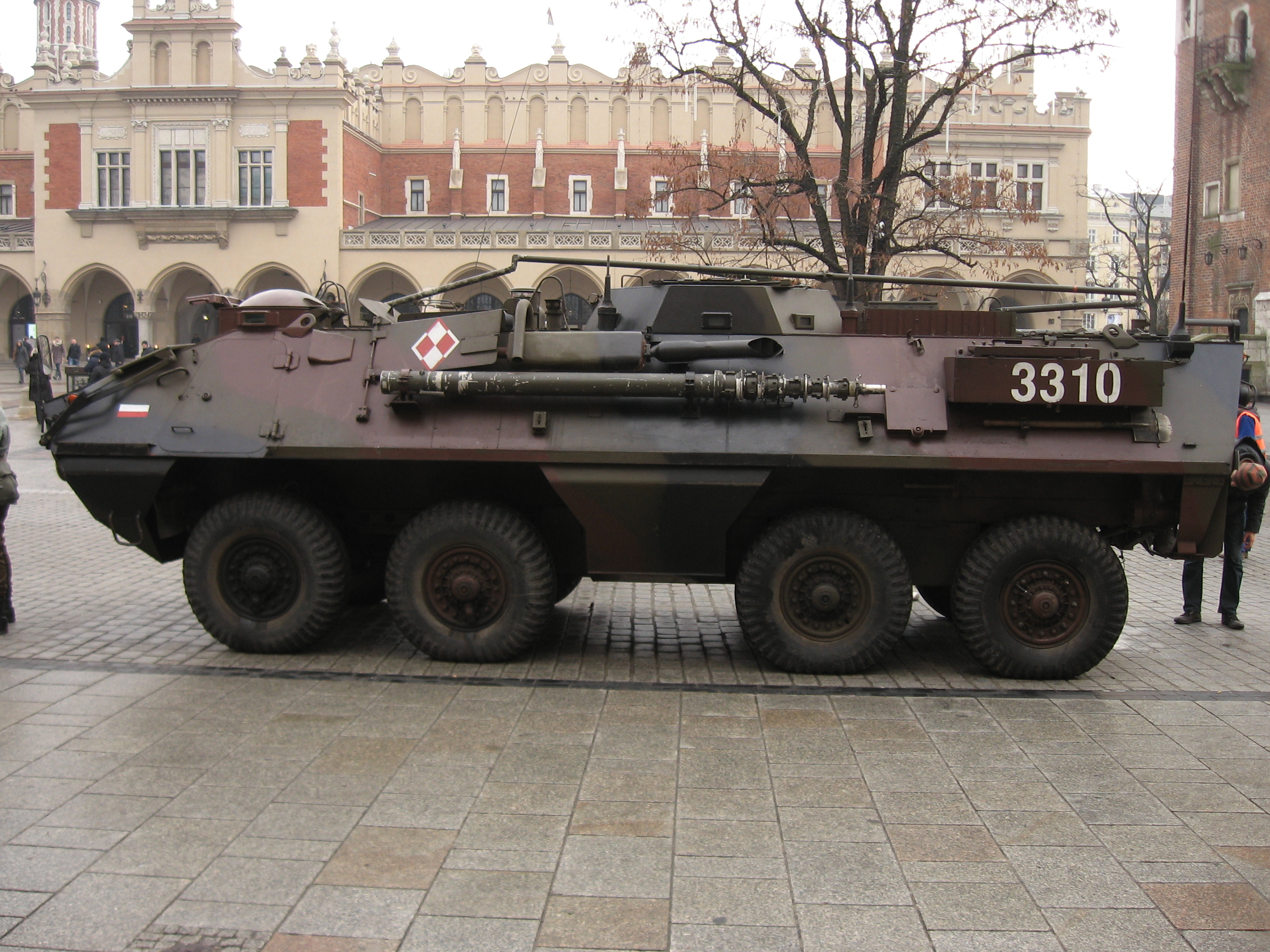
Demilitarisierter OT-64 R-2AM

- Kambodscha: 26 Fahrzeuge, die wenigsten dürften jedoch einsatzbereit sein.
- Tschechien: 28 OT-64 TTP im Dienst (Stand: 1. Januar 2008).[3] Es ist geplant, sie zwischen 2007 und 2012 durch neuere Fahrzeuge zu ersetzen.
- Ungarn
- Ägypten: 300 Fahrzeuge
- Indien
- Libyen
- Marokko
- Pakistan
- Volksrepublik Polen – heute ⦁  Polen: Anfang der 1990er-Jahre wurde der SKOT allmählich aus der polnischen Armee ausgemustert. Als Ersatz für den SKOT beschaffte man den Patria AMV. Es standen 2005 110 Fahrzeuge SKOT TTP und auf dem SKOT basierende im Dienst.[4] Viele SKOT wurden an private Sammler verkauft, die sicherstellen, dass die Fahrzeuge in fahrbereitem Zustand bleiben und regelmäßig auf internationalen Sammlertreffen zu sehen sind.
- Sierra Leone
- Slowakei
- Sudan
- Syrien
- Uganda
- Uruguay: 90 Fahrzeuge

Ehemalige Nutzerstaaten
- Tschechoslowakei: An die Nachfolgestaaten abgetreten
- Irak: Alle zerstört oder verschrottet